# ヘンリー・キング
ヘンリー・キング（Henry King, 1886年1月24日 - 1982年6月29日）は、アメリカ合衆国バージニア州出身の映画監督。

## 生い立ち
俳優として舞台に立ったのち、1912年から端役で映画にも出演するようになる。
1915年には初監督作品を仕上げ、1920年代、30年代にはハリウッドで最も成功した映画監督の一人となる。グレゴリー・ペックやタイロン・パワー主演作品を多く手がける。
アカデミー監督賞に2度ノミネートされたが受賞はしなかった。しかし1944年の『聖処女』でゴールデングローブ賞の監督賞を受賞。
また、ヘンリー・キングは映画芸術科学アカデミーを創設した36名の中の一人である。

## 監督作品
- 乗合馬車 Tol'able David（1921年）
- 激怒 Fury (1923年)
- ホワイト・シスター The White Sister（1923年）
- ロモラ Romola（1924年）
- あめりか祭 State Fair（1933年）
- 東への道 Way Down East（1935年）
- 第七天国 Seventh Heaven（1937年）
- シカゴ In Old Chicago（1937年）
- 世紀の楽団 Alexander's Ragtime Band（1938年）
- 地獄への道 Jesse James（1939年）
- 海の征服者 The Black Swan（1942年）
- 聖処女 The Song of Bernadette （1943年）
- ウィルソン Wilson（1944年）
- 頭上の敵機 Twelve O'Clock High（1949年）
- 拳銃王  The Gunfighter（1950年）
- キリマンジャロの雪 The Snows of Kilimanjaro（1952年）
- 人生模様 - O. Henry's Full House（1952 / 「賢者の贈り物」編）
- 壮烈カイバー銃隊 King of the Khyber Rifles（1954年）
- 野性の女 Untamed（1955年）
- 慕情 Love Is a Many-Splendored Thing（1955年）
- 回転木馬 Carousel（1956年）
- 陽はまた昇る The Sun Also Rises（1957年）
- 無頼の群 The Bravados（1958年）
- 太陽の谷 This Earth Is Mine（1959年）
- 悲愁 Beloved Infidel（1959年）
- 夜は帰って来ない Tender Is the Night（1962年）